# Абу Мадьян
Абу Мадья́н Шуа́йб ибн аль-Хусе́йн аль-Анса́ри (араб. أبو مدين شعيب بن الحسين الأنصاري‎; 1126, Кантильяна, совр. Испания — 1197, Тлемсен, совр. Алжир) — североафриканский суфий. По одной из версий является одним из шейхов в цепи преемственности тариката кадирия.

## Биография
Родился в окрестностях Севильи в семье андалусских арабов. После смерти родителей работал пастухом у своих старших братьев. Обучался ремеслу ткача. Юношей переправился в Северную Африку, где был сначала рыбаком, а потом солдатом.
В Фесе учился у таких известных суфийских шайхов Магриба как Абу Абдаллах ад-Даккак, Али ибн Хирзихим и Абу Яазза аль-Хазмири. Наибольшее влияние на формирование его как суфия-практика оказал неграмотный Абу Яазза. Получил хирку от ад-Даккака, В правовых вопросах придерживался маликитской правовой школы.
После возвращения из паломничества в Мекку поселился в Беджае. Там он снискал широкую известность своими проповедями и благочестием, и собрал вокруг себя значительную группу сподвижников и учеников. Среди учеников Абу Мадьяна были такие известные шейхи как: Абу Мухаммад Абдуррахим аль-Канади, Абу Абдаллах аль-Курши, Абу Мухаммад Абдаллах аль-Фарси, Абу Ганим Салим, Абу Али Вазих, Абу Сабр Айиб аль-Макнаси, Абу Мухаммад Абдул-Вахид, Абу Раби аль-Музафари, Абу Зайдайни и другие.
Опасаясь возросшего влияния Абу Мадьяна, марокканский правитель Якуб аль-Мансур потребовал доставить его в Марракеш. По дороге в Марракеш Абу Мадьян тяжело заболел и умер в местечке Уббад, в окрестностях  Тлемсена. Со временем вокруг его могилы в Уббаде возник целый архитектурный комплекс. И поныне он привлекает многочисленных паломников. Жители Тлемсена считают Абу Мадьяна своим покровителем.
Деятельность Абу Мадьяна совпала с широким распространением суфизма на мусульманском Западе и с его проникновением в форме культа «святых» (аулия) в берберскую среду. Поэтический дар Абу Мадьяна позволил сформулировать положения суфийской теории и практики в ёмких, запоминающихся высказываниях. Ему приписывают ряд поэтических произведений, многие из которых бытовали только в устной форме и были записаны в XIX веке французскими востоковедами.
Средневековые авторы из мусульманской Испании и Магриба изображали Абу Мадьяна как идеального суфия, образец смирения и благочестия. Его духовными наследниками (аль-мадиния) считали себя такие крупные суфии, как Ибн Араби, аш-Шазили, Ибн Машиш и Шуштари. Североафриканские суфии считали его верховным святым суфийской иерархии — кутбом, или гаусом, своего времени.